# Wereldkampioenschappen wielrennen 1980
De wereldkampioenschappen wielrennen 1980 werden gehouden op 30 augustus in Sallanches, Frankrijk. De wegwedstrijd bij de elite mannen werd gewonnen door Bernard Hinault, voor Gianbattista Baronchelli en Juan Fernández Martín. Bij de elite dames won Beth Heiden. 

## Elite
| Individuele wegwedstrijd mannen (268 km) |                          |          |
| Plaats                                   | Naam                     | Tijd     |
| Goud                                     | Bernard Hinault          | 7u32'16" |
| Zilver                                   | Gianbattista Baronchelli | +1'01"   |
| Brons                                    | Juan Fernández Martín    | +4'25"   |
| 4                                        | Wladimiro Panizza        | z.t.     |
| 5                                        | Jonathan Boyer           | z.t.     |
| 6                                        | Bert Pronk               | z.t.     |
| 7                                        | Roger De Vlaeminck       | z.t.     |
| 8                                        | Jørgen Marcussen         | z.t.     |
| 9                                        | Sven-Åke Nilsson         | z.t.     |
| 10                                       | Giovanni Battaglin       | +8'34"   |

| Individuele wegwedstrijd vrouwen (53.6 km) |                          |          |
| Plaats                                     | Naam                     | Tijd     |
| Goud                                       | Beth Heiden              | 1u45'10" |
| Zilver                                     | Tuulikki Jahre           | z.t.     |
| Brons                                      | Mandy Jones              | z.t.     |
| 4                                          | Francesca Galli          | z.t.     |
| 5                                          | Heidi Hopkins            | +25"     |
| 6                                          | Pia Prim                 | +1'14"   |
| 7                                          | Hennie Top               | +1'49"   |
| 8                                          | Karen Strong             | +2'11"   |
| 9                                          | Leontine van der Lienden | z.t.     |
| 10                                         | Jeannie Longo            | +2'17"   |
|                                            |                          |          |
| 20                                         | Maria-Magdalena Kennes   | +5'52"   |

1921 · 
1922 · 
1923 · 
1924 · 
1925 · 
1926 · 
1927 · 
1928 · 
1929 · 
1930 · 
1931 · 
1932 · 
1933 · 
1934 · 
1935 · 
1936 · 
1937 · 
1938 · 
1946 · 
1947 · 
1948 · 
1949 · 
1950 · 
1951 · 
1952 · 
1953 · 
1954 · 
1955 · 
1956 · 
1957 · 
1958 · 
1959 · 
1960 · 
1961 · 
1962 · 
1963 · 
1964 · 
1965 · 
1966 · 
1967 · 
1968 · 
1969 · 
1970 · 
1971 · 
1972 · 
1973 · 
1974 · 
1975 · 
1976 · 
1977 · 
1978 · 
1979 · 
1980 · 
1981 · 
1982 · 
1983 · 
1984 · 
1985 · 
1986 · 
1987 · 
1988 · 
1989 · 
1990 · 
1991 · 
1992 · 
1993 · 
1994 · 
1995 · 
1996 · 
1997 · 
1998 · 
1999 · 
2000 · 
2001 · 
2002 · 
2003 · 
2004 · 
2005 · 
2006 · 
2007 · 
2008 · 
2009 ·
2010 · 
2011 · 
2012 · 
2013 · 
2014 · 
2015 · 
2016 · 
2017 · 
2018 · 
2019 · 
2020 ·
2021 ·
2022 ·
2023 ·
2024 ·
2025 ·
2026